# Grand-Auverné
Grand-Auverné è un comune francese di 800 abitanti situato nel dipartimento della Loira Atlantica nella regione dei Paesi della Loira.

## Società

### Evoluzione demografica
Abitanti censiti